# Staplehurst
Staplehurst – wieś i civil parish w Anglii, w Kent, w dystrykcie Maidstone. W 2011 civil parish liczyła 5947 mieszkańców.